# Flevum
Flevum ist der Name einer römischen Garnison mit befestigter Hafenanlage an der Nordsee. Das heutige Bodendenkmal liegt auf dem Gebiet der Stadt Velsen in der niederländischen Provinz Nordholland. Dort wurden seit 1945 die Reste einer solchen Anlage ausgegraben, die dem bei diversen antiken Schriftstellern erwähnten Flevum entspricht.

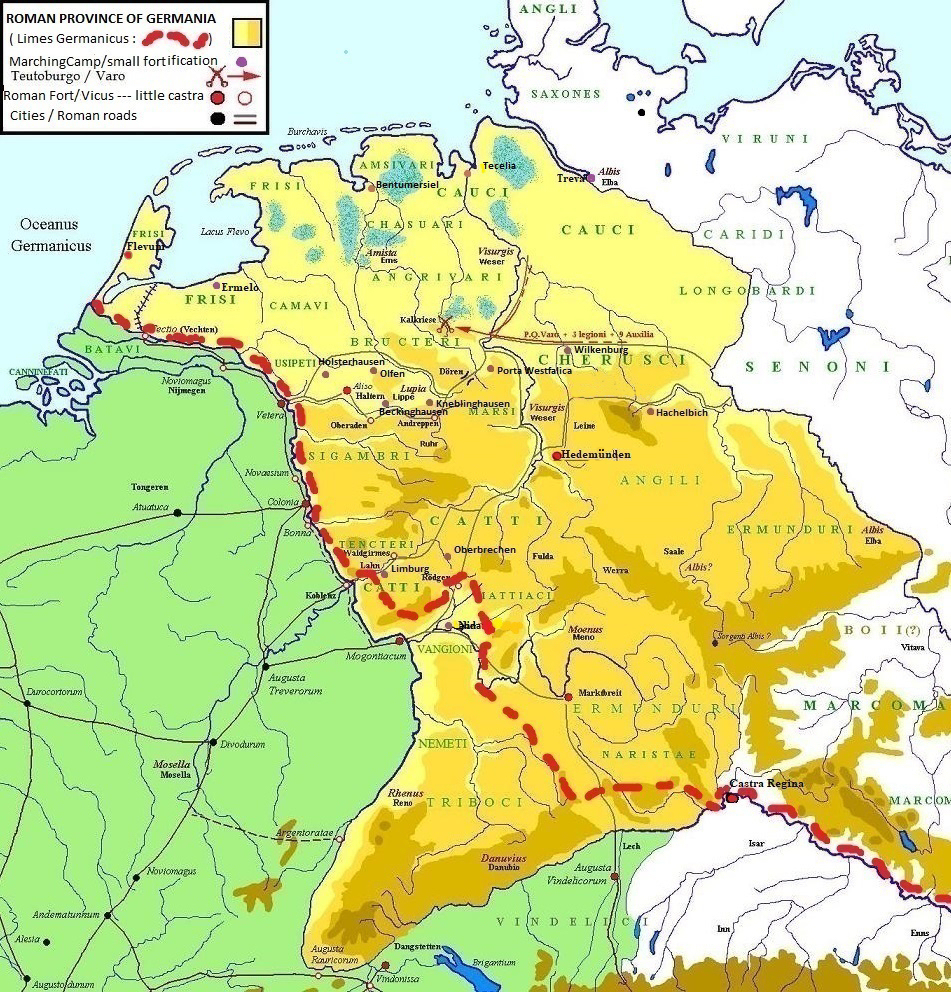
Lokalisation der Anlage von Flevum (roter Punkt) Germania inferior unweit von Fectio. Während der Augusteischen Germanenkriege

## Lage, Quellen und Forschungsgeschichte
Flevum liegt rund 1.500 m (Velsen 1) bzw. 750 m (Velsen 2) südöstlich von Velsen-Süd entfernt, der Nachfolgesiedlung des mittelalterlichen Velsens. Die römischen Lager befanden sich in antiker Zeit am südlichen Ufer des Oer-IJ, das rund sieben Kilometer weiter westlich, beim heutigen IJmuiden in die Nordsee mündete. Das Oer-IJ war über die Utrechtse Vecht bei Fectio mit dem Oude Rijn verbunden. Dieser nördlichste Zweig des Rheindeltas bildete in der frühen Zeit der römischen Okkupation die Nordgrenze des Imperiums. Im heutigen Siedlungsbild befindet sich die Fundstelle von Velsen 1 unmittelbar südlich des Nordseekanals. Die westliche Hälfte des Areals wird von der niederländischen Autobahn Rijksweg 9 durchschnitten, kurz bevor diese den Kanal untertunnelt. Das Fundgebiet von Velsen 2 liegt rund 750 m nordwestlich davon, ebenfalls südlich des Nordseekanals und unmittelbar südlich der Kraftfahrstraße N202 sowie unmittelbar östlich des Rijkswegs 22. Im Gelände ist nichts mehr zu sehen.
Flevum, auch Phleum (altgriechisch Φληούμ) ist ein Ortsname, der in der Geographike Hyphegesis des Claudius Ptolemaios (um 100 bis nach 160) als einer der im Westen der Germania magna nördlich an der Meeresküste liegenden Orte (πόλεις) mit 28° 45′ Länge (ptolemäische Längengrade) und 54° 45′ Breite angegeben wurde.
Der südlich der Garnison gelegene See L.[acus] Flevus wurde durch Sturmfluten wie die Erste Marcellusflut (1219) zur Nordseebucht Zuiderzee.

Flevum auf historischen Karten nach Ptolemaios
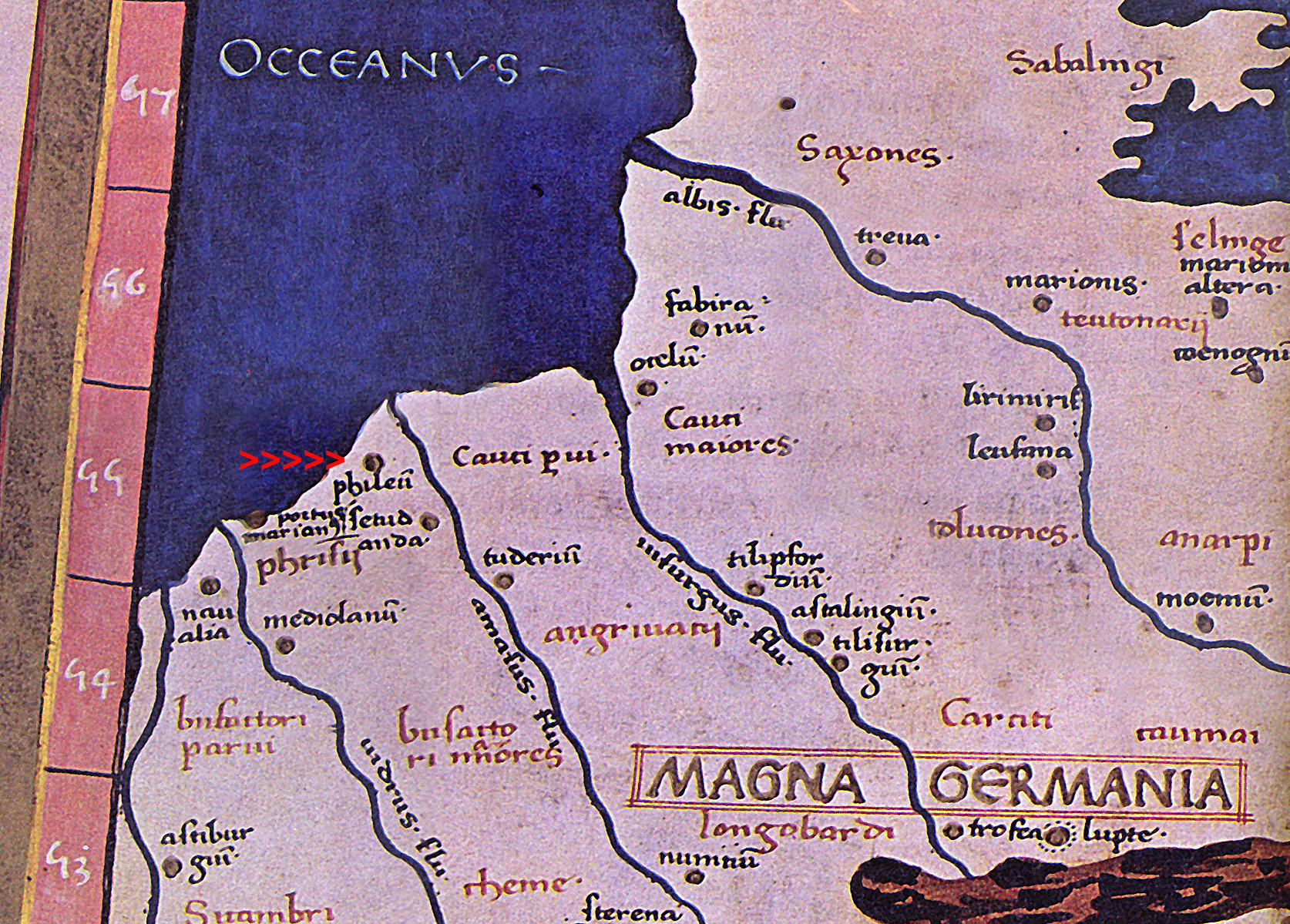
Flevum als Phileum (15. Jahrhundert)
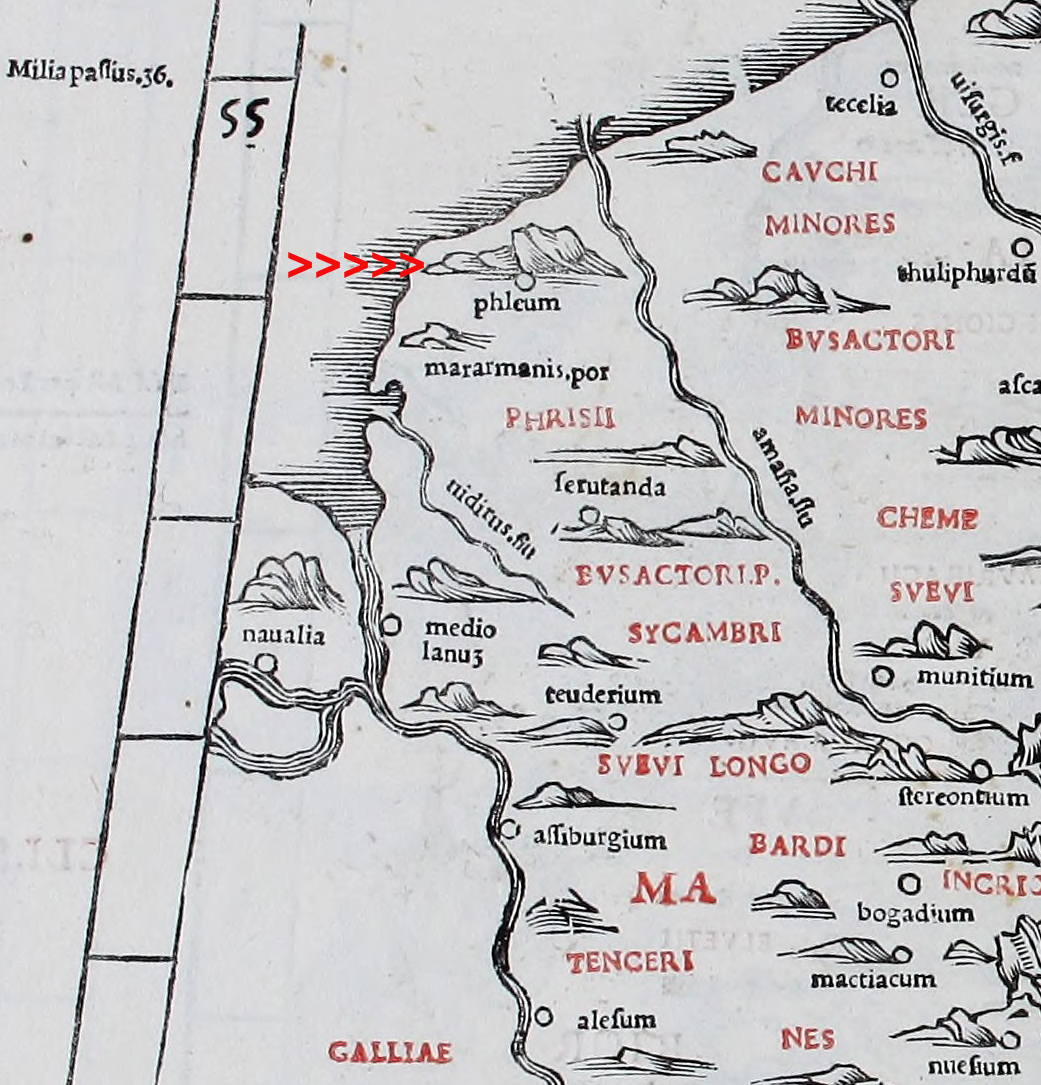
Flevum als Phleum (1511)
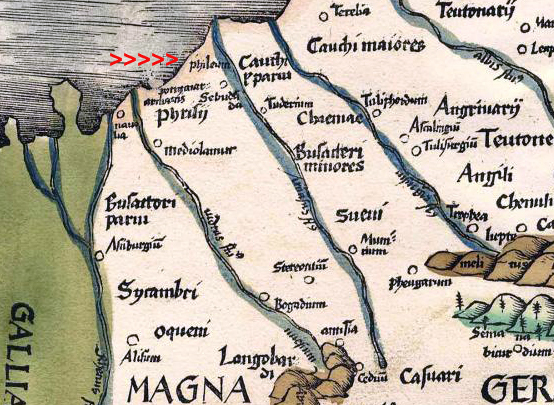
Flevum als Phileum (1513)
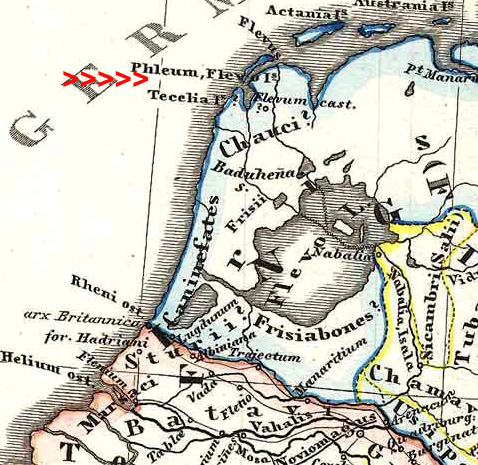
Flevum als Phleum, Flevo, Flevus und Flevum cast.[ellum] (1865)

Pomponius Mela nannte Flevo in seiner um 43/44 erschienenen Schrift De chorographia libri tres.

“Rhenus, ab Alpibus decidens, prope a capite duos lacus efficit, Venetum et Acronium: mox, diu solidus, et certo alveo lapsus, haud procul a mari huc et illuc dispergitur; sed, ad sinistram, amnis etiam tum, et donec effluat, Rhenus; ad dextram, primo angustus et sui similis, post, ripis longe ac late recedentibus, jam non amnis, sed ingens lacus, ubi campos implevit, Flevo dicitur; ejusdem nominis insulam amplexus, fit iterum arctior, iterumque fluvius emittitur.”

Bei Plinius dem Älteren (23/24 bis 79 n. Chr.) fand Flevum in der Naturalis historia (4,101) Erwähnung.

“In Rheno autem ipso, prope C in longitudinem, nobilissima Batavorum insula et Cannenefatium et aliae Frisiorum, Chaucorum, Frisiavonum, Sturiorum, Marsaciorum, quae sternuntur inter Helinium ac Flevum. ita appellantur ostia, in quae effusus Rhenus a septentrione in lacus, ab occidente in amnem Mosam se spargit, medio inter haec ore modicum nomini suo custodiens alveum.”

In Tacitus’ (um 58 bis um 120) Annalen (4,72) wurde Flevum im Zusammenhang mit einem Aufstand der Friesen im Jahr 28 n. Chr. erwähnt.

“Eodem anno Frisii, transrhenanus popolus, pacem exuere, nostra magis avaritia quam obsequii impatientes. tributum iis Drusus iusserat modicum pro angustia rerum, ut in usus militaris coria boum penderent, non intenta cuiusquam cura quae firmitudo, quae mensura, donec Olennius e primipilaribus regendis Frisiis impositus terga urorum delegit quorum ad formam acciperentur. id aliis quoque nationibus arduum apud Germanos difficilius tolerabatur, quis ingentium beluarum feraces saltus, modica domi armenta sunt. ac primo boves ipsos, mox agros, postremo corpora coniugum aut liberorum servitio tradebant. hinc ira et questus et postquam non subveniebatur remedium ex bello. rapti qui tributo aderant milites et patibulo adfixi: Olennius infensos fuga praevenit receptus castello cui nomen Flevum; et haud spernenda illic civium sociorumque manus litora Oceani praesidebat.”

Bereits 1943 – ohne dass zu diesem Zeitpunkt archäologische Befunde vorlagen – gab es die Spekulation, dass die römische Garnison Flevum im Gebiet von Velsen zu suchen sei. 1945 wurden dann (in einem deutschen Panzergraben des Zweiten Weltkriegs) die ersten Funde in Velsen 2 gemacht, Prospektionen in den Jahren 1952 bis 1957 und systematische Ausgrabungen 1964 und 1970 brachten zwar keine zufriedenstellenden Befunde, aber eine ganze Reihe von Funden ans Tageslicht.
Besser war die Situation im Bereich von Velsen 1, das zwar später als Velsen 2 entdeckt wurde, das aber in den Jahren 1972 bis 1994 großflächig erforscht werden konnte und 1996/1997 erneut untersucht wurde.

## Archäologische Befunde und Garnisonsgeschichte
Flevum gliedert sich in zwei Hauptphasen (Velsen 1 und Velsen 2), wobei die ältere Phase Velsen 1 noch einmal unterteilt wird (Perioden 1a bis 1c sowie Perioden 2a und 2b).

### Velsen 1 (15±1 bis 28 u. Z.)
Die Funde der älteren Phase Velsen 1 datieren in die Zeit von 15±1 bis 28 n. Chr.

#### Periode 1a (15±1 u. Z.)
Als Periode 1a wurde das erste Kastell bezeichnet, das eher ein einfaches und temporäres Baulager war. Sein Grundriss war mehr oder weniger dreieckig und bedeckte eine Fläche von rund einem Hektar. Die Verteidigungsanlagen bestanden hauptsächlich aus einem Erdwall mit einem vorgelagerten, einfachen Graben. Eine Holzpalisade mit einem Holztor verteidigte den östlichen Teil des Flussufers. Dieses Lager hatte noch keine Hafenfunktionen, obwohl Schiffe auf dem sanft abfallenden Flussufer liegen konnten. Kurz darauf, in einer Übergangszeit zwischen den Perioden 1a und 1b (Periode 1a/1b), wurde der Holzzaun mit einem verstärkten Tor versehen. Dieses Hafentor gewährte Zugang zu einem kurzen offenen Steg, an dem größere Schiffe be- und entladen werden konnten, so dass sie nicht mehr aufs Land gezogen werden mussten. Die Periode 1a ist numismatisch auf die Zeit von 14 bis 16 n. Chr. datiert und fällt damit in die Zeit der Offensiven des Germanicus, der wenige Jahre nach der clades Variana mehrere Vergeltungskampagnen in Germanien durchführte und wohl auch versuchte, das Land erneut und längerfristig zu erobern. Möglicherweise diente das Lager als Basis während dieser Feldzüge.

#### Periode 1b (16 bis 22 u. Z.)
In der Periode 1b ersetzte ein dauerhafteres Kastell von ähnlichem Grundriss das bisherige Lager. Die neuen Verteidigungsanlagen folgten fast genau dem Verlauf der vorherigen. Der Erdwall wurden nun durch einen kastenartige Konstruktion, eine so genannte Holz-Erde-Mauer ersetzt, die aus zwei parallelen Holzwänden bestand, die in einen Fundamentgraben eingelassen und miteinander verstrebt waren. Der etwa drei Meter breite Raum zwischen den Holzwänden wurde mit dem Aushubmaterial aus dem vorgelagerten Graben gefüllt. Die Holz-Erde-Mauer war mit einfachen Holztürmen versehen und vermutlich mit einem oder mehreren einfachen Toren, deren Grundriss nicht von dem der Türme zu unterscheiden war. Der östliche Uferbereich wurde nun ebenfalls mit einer (etwas schmaleren) Holz-Erde-Mauer versehen. In dieser Zeit wurden auch umfangreichere Hafenanlagen errichtet, die aus drei Molen (Westpier, Nordpier und Ostpier) und einer einzelnen Schiffshalle, die mit einer Breite von 6,1 m und einer Länge von 22,1 m eine kleine Galeere hätte aufnehmen können.

#### Periode 1c (22 bis 25 u. Z.)
Nach nur wenigen Jahren machten sich die durch den Fluss längs des Kastells verursachten Erosionen bemerkbar und führten zu einer dadurch notwendig gewordenen Änderung der Hafenanlage. Die teilweise weggespülte Schiffshalle wurde rund 30 Meter nach Süden versetzt und durch eine ähnliche Konstruktion von nahezu gleichen Abmessungen (6,4 m × 20,5 m) ersetzt. Das Kastell selbst scheint unverändert geblieben zu sein, abgesehen von einigen Reparaturen und kleineren Modifikationen. Am nordwestlichen Ende der Verteidigungsanlagen war beispielsweise ein Teil des ehemaligen Grabens durch die Erosion so sehr verbreitert worden, dass er mit einer schützenden Verkleidung versehen in ein Hafenbecken umgewandelt werden konnte. Im Westen des Kastells weisen die Überreste eines einzelnen Grabens, der parallel zum Flussufer verlief, auf einen umwehrten Arbeitsbereich außerhalb des Lagers.
Besonderes Interesse verdient ein kleines, befestigtes Lager auf der anderen Seite des Flusses, gegenüber dem Hauptlager. Es war mit einem kleineren Hafenbecken versehen, so dass hier Schiffe im feindlichen Territorium relativ sicher ankern konnten. Solche kleinen Brückenkopfkastelle sind ansonsten nur aus der spätantiken Zeit bekannt, als es längs des Rheins, der Iller und der Donau solche Anlagen gab, die den Römern erlaubten, Truppen an germanischen Ufern anzulanden.

Es kann nicht ausgeschlossen werden, dass dieser Brückenkopf erst in der Periode 2 errichtet wurde oder zumindest in dieser noch in Gebrauch war.

#### Periode 2a (25 u. Z.)
Das Kastell der Perioden 1b/1c wurde möglicherweise für eine kurze Zeitspanne aufgegeben. Die zweite Periode begann wiederum mit einem Baulager. Die Verteidigungsanlagen hatten diesmal einen ovalen Grundriss und bestanden wieder aus einem Erdwall mit einem einzelnen vorgelagerten Graben. Die Hafenanlagen aus der vorherigen Periode (mit Ausnahme der Schiffshalle) sowie die Holz-Erde-Mauer längs der östlichen Uferpromenade wurden in das neue Lager integriert.

#### Periode 2b (25 bis 28 u. Z.)
In der Periode 2b erhielt die Festung ihre endgültige Trapezform. Im Osten folgten die Verteidigungsanlagen denen der Periode 2a, aber westwärts wurden sie bis zur Linie der westlichen Holz-Erde-Mauer der Periode 1b/1c verlängert. Die neue Verteidigungsanlage bestand aus einem Erdwall mit Holztürmen und mindestens einem doppelflügeligen Holztor im Westen. Die Anlage war nun von drei Gräben umgeben.
Die gesamte Ufergestaltung blieb unverändert. Im Hafen ersetzten offenen Anlegestellen die massiven Molen aus der Periode 1. Hinzu kam eine zusätzliche Anlegestelle östlich außerhalb der Umwehrung. Diese neue Anlegestelle wurde von einer stabilen, hölzernen Plattform aus kontrolliert, die an das östliche Ende des Erdwalls angefügt wurde. Im Westen (und vielleicht auch im Süden und Osten) der Garnison wurde ein neuer Einzelgraben ausgehoben, durch den ein größerer, geschützter Arbeitsbereich entstand, in dem zum Beispiel Schiffsreparaturen vorgenommen werden konnten. Ferner wurde ein vierter Schiffsanleger und eine neue, diesmal doppelt so große (12,2 m × 29,7 m) Schiffshalle errichtet. Auffällig ist ein großer Brunnen mit einem Grundriss von drei mal drei Metern. Von diesem Brunnen aus wurde frisches, sauberes Wasser zur Schiffshalle geleitet.
Am Ende der Periode 2b, im Jahr 28, wurde das Kastell von den Friesen angegriffen. Wahrscheinlich haben die Angreifer nicht das Lager selbst, sondern den Arbeitsbereich außerhalb des Kastells eingenommen, wofür die Verteilung von Bleigeschossen spricht. Aber auch wenn das Militärlager selbst unbeschädigt blieb, stellte der Verlust des Arbeitsbereichs ein Problem dar, schließlich befanden sich dort die Schiffshalle und der wichtigste Brunnen. Die Römer haben Velsen 1 nicht sofort verlassen, aber sie mussten eine Lösung finden, um den unzureichenden Verteidigungsmöglichkeiten des Arbeitsbereichs zu begegnen. Dies gelang ihnen, indem sie die bisherigen Verteidigungsanlagen durch solche ersetzten, die denen der Hauptfestung entsprachen und beide Anlagen miteinander verbanden. Die Verbindung bestand aus einem mit Türmen versehenen Erdwall, dem zwei sehr tiefe Gräben vorgelagert waren. Dendrochronologisch wurde die Anlage etwas später als 28 n. Chr. datiert. Wie lange die Besetzung von Velsen 1 dauerte, ist unklar. Möglicherweise wurde dieses Lager um das Jahr 40 (37 oder später) noch einmal als vorübergehende Basis genutzt, um Velsen 2 zu errichten.
Es ist denkbar, dass im Jahr 28 n. Chr. hier die Vexillatio V Alaudae III (3. Detachement der 5. Legion mit dem Beinamen „Die Haubenlärchen“) stationiert war, wofür der Fund eines entsprechenden Inschriftensteins (V(exillationis) V A(laudae) III) spricht. Bekannt ist, dass die Legio V Alaudae unter ihrem Legaten Cethegus Labeo am Feldzug des Statthalters Lucius Apronius gegen die aufständischen Friesen beteiligt war, oder zumindest an der Belagerungsschlacht (siehe folgenden Abschnitt) teilgenommen hat.

#### Aufstand der Friesen und Belagerung Flevums (28 u. Z.)
Von Tacitus stammt die Überlieferung des Aufstandes der Friesen im Jahr 28 n. Chr. der zum Teil durch die archäologischen Funde aus und Befunde in Velsen bestätigt wird.
Tacitus berichtet, dass die Friesen im Jahre 28 „den Frieden verlassen hätten“, was aber weniger durch deren Schuld, als vielmehr bedingt durch römische Habgier geschehen sei. Drusus der Ältere hätte seinerzeit den Friesen eine akzeptable Steuerlast, bestehend aus der Lieferung von Ochsenhäuten für militärische Zwecke, auferlegt, ohne dass deren Beschaffenheit näher präzisiert worden wäre. Dies habe so lange nicht zu Beanstandungen geführt, bis Olennius mit der Steuereintreibung beauftragt worden wäre. Dieser legte nun Qualitätsmaßstäbe an, wie sie im restlichen Germanien wohl zu realisieren gewesen wären, aber vom ärmlichen Land der Friesen nicht erbracht werden konnten.

### Velsen 2 (39/40 bis 47 u. Z.)
Velsen 2 befand sich in einer Entfernung von rund 750 m Luftlinie nordwestlich von Velsen 1. Wie das Vorgängerlager Velsen 1 besaß es eine kombinierte Funktion als Truppenlager und Flottenbasis, wobei der Anteil militärischer Funde, insbesondere der an Waffen bis hin zur Ballista deutlich höher war. Das Lager wies über die kurze Zeit seiner Existenz drei Bauphasen auf. Ausweislich dendrochronologischer Datierung wurde es aus Holz errichtet, das im Jahr 39 gefällt worden war. Dann wurde es mit Hölzern verstärkt deren Fälldatum im Winter 42/43 lag.
Jüngste Nachforschungen durch den Entdecker, den niederländischen Archäologen Arjen V. A. J. Bosman im Dezember 2021 führten zu der Erkenntnis, dass es sich bei Velsen 2 nicht um ein kleineres Kastell handelt, etwa in der Größe eines Auxiliarlagers, wie man zuvor angenommen hatte, sondern mit einer anzunehmenden Fläche von rund 11 Hektar um eine deutlich größere Anlage. Groß genug, um eine Vexillation in der Größe einer halben Legion, also rund 3000 Mann aufzunehmen. Aufgrund der gewonnenen Datierungen und der Größe des Lagers vermutet Bosman einen Zusammenhang mit den unter Caligula 39/40 gescheiterten und auf Befehl des Claudius schließlich von Aulus Plautius im Jahr 43 erfolgreich durchgeführten Plänen zur Eroberung Britanniens. Möglicherweise spielte Flevum auch eine Rolle in dem Feldzug des Aulus Gabinius Secundus gegen die Chauken (41).
Bereits 47 – vermutlich im Zusammenhang mit der Stabilisierung der Rheingrenze unter Gnaeus Domitius Corbulo – scheint die Garnison ihre Funktion und Bedeutung verloren zu haben und das Kastell (sukzessive) aufgegeben worden zu sein, auch wenn die römische Präsenz vor Ort noch einige Jahre lang bezeugt ist.

## Siedlungsstruktur und Fundmaterial: Kulturelle Interaktion und militärische Situation
Velsen lag am südlichen Ufer des Oer-IJ, umgeben von einem von den Friesen relativ dicht besiedeltem Gebiet. Sowohl in Velsen 1 als auch in Velsen 2 wurden viele Keramikscherben aus germanischer Produktion gefunden. Umgekehrt gibt es auffällige Unterschiede. Während in den einheimischen Siedlungen römische Importe aus der Zeit von Velsen 1 fast vollständig fehlen, sind sie aus der Zeit von Velsen 2 durchaus vorhanden. Es wurde daher vermutet, dass Velsen 1 und Velsen 2 in unterschiedlichen militärischen Kontexten gegründet wurden. Velsen 1 muss als eine äußerst isolierte Garnison betrachtet werden, in der Tat war es die nordwestlichste römische Basis in Kontinentaleuropa. Aber die erhebliche Menge an einheimischer Töpferware in Velsen 1 deutet darauf hin, dass es zumindest eine Art von Kontakt mit der lokalen Bevölkerung gegeben hat. Die Fundverteilung lässt es möglich erscheinen, dass diese Kontakte auf die Bewohner der „römischen Seite“ des Oer-IJ beschränkt waren. Anders stellt sich die Situation zur Zeit von Velsen 2 dar. Zeitgleich mit Lugdunum Batavorum (Katwijk-Valkenburg) und Fectio (Bunnik-Vechten) gegründet, war Velsen 2 Teil eines strategisch starken Dreiecks. Die römischen Funde aus der umliegenden Region weisen auf einen etwas engeren Kontakt mit der einheimischen Bevölkerung hin, auch wenn die römischen Funde begrenzt sind. Die knappen Funde aus Velsen 2, die sich auch über das Jahr 47 hinaus fortsetzen, scheinen darauf hinzudeuten, dass Velsen auch einige Zeit nach Anlage des Niedergermanischen Limes als strategisch wichtig angesehen wurde.

## Denkmalschutz
Die römischen Hinterlassenschaften im Erdreich von Velsen sind als eingetragenes Rijksmonument mit der Nummer 515772 auf Grundlage des monumentenwet (Denkmalschutzgesetz) von 1988 unter besonderen Schutz gestellt.